# Audio de alta gama
El audio de alta gama constituye una clase de equipo de sonido destinados a entusiastas del audio, caracterizados por su elevado costo y calidad, así como por su utilización de tecnologías singulares o innovadoras en la reproducción del sonido.
El término puede hacer referencia tanto al precio como a la calidad de fabricación de los elementos, además de la calidad subjetiva u objetiva en la reproducción acústica.

## Definición
La distinción entre los términos alta gama y alta fidelidad no está bien definida. Según un comentarista de la industria, la alta gama podría definirse como «equipo por debajo del cual no se podría ir en términos de precio y rendimiento sin comprometer la música y el sonido». Es generalmente aceptado que el término de audio de alta gama fue introducido por Harry Pearson, el fundador de la revista The Absolute Sound.

## Costos

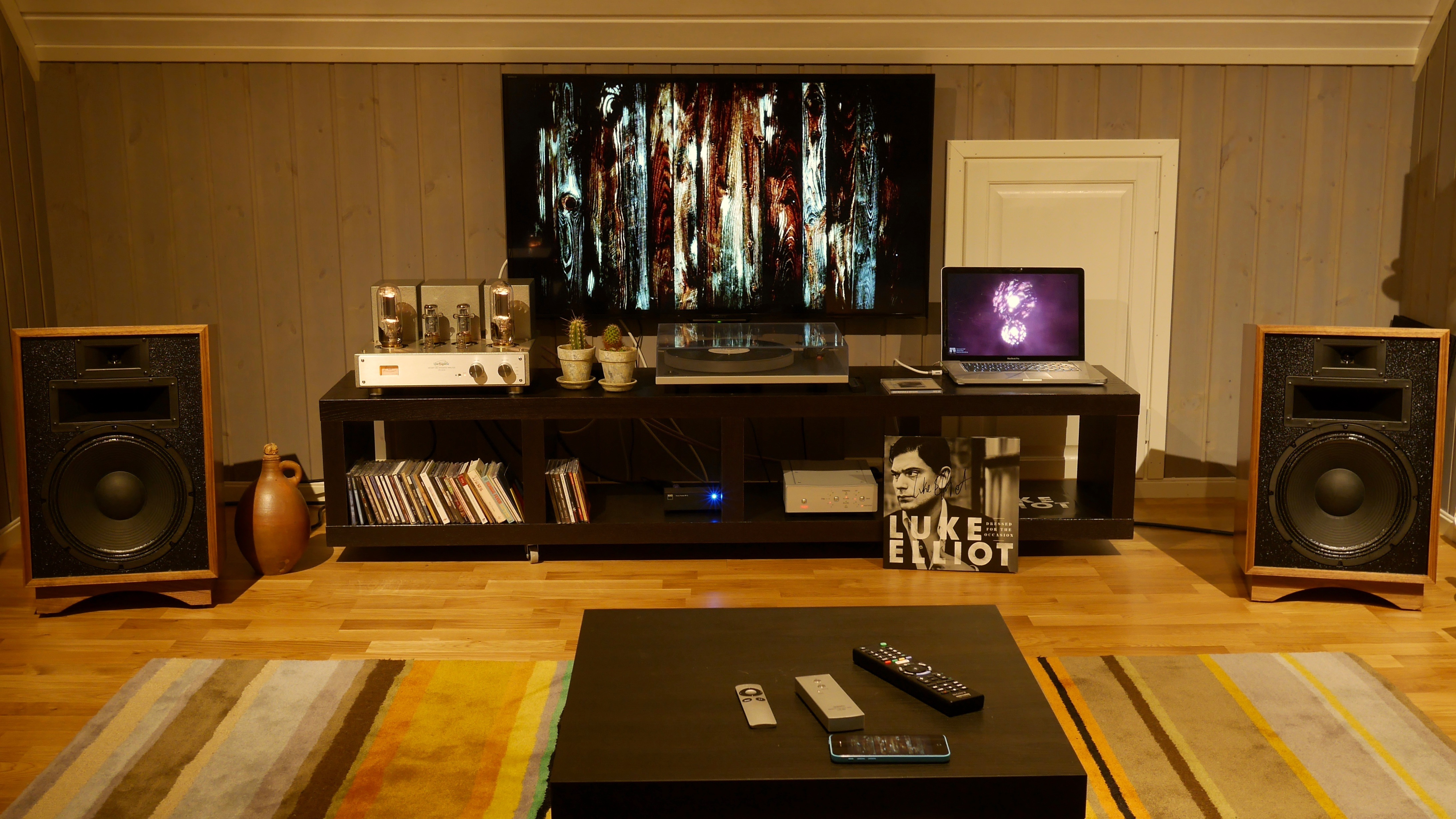
Amplificador de Line Magnetic. 22 vatios por canal, Diseño de tríodo de un solo extremo, Clase A pura con 845 tubos de potencia de salida.

Los dispositivos de sonido de alta gama pueden tener precios exorbitantes. En ocasiones se los menciona como equipos en los que no se considera el costo. El equipo para audiófilos puede cubrir un amplio espectro de precios, desde opciones económicas hasta productos de gama alta.

## Evaluación del sonido

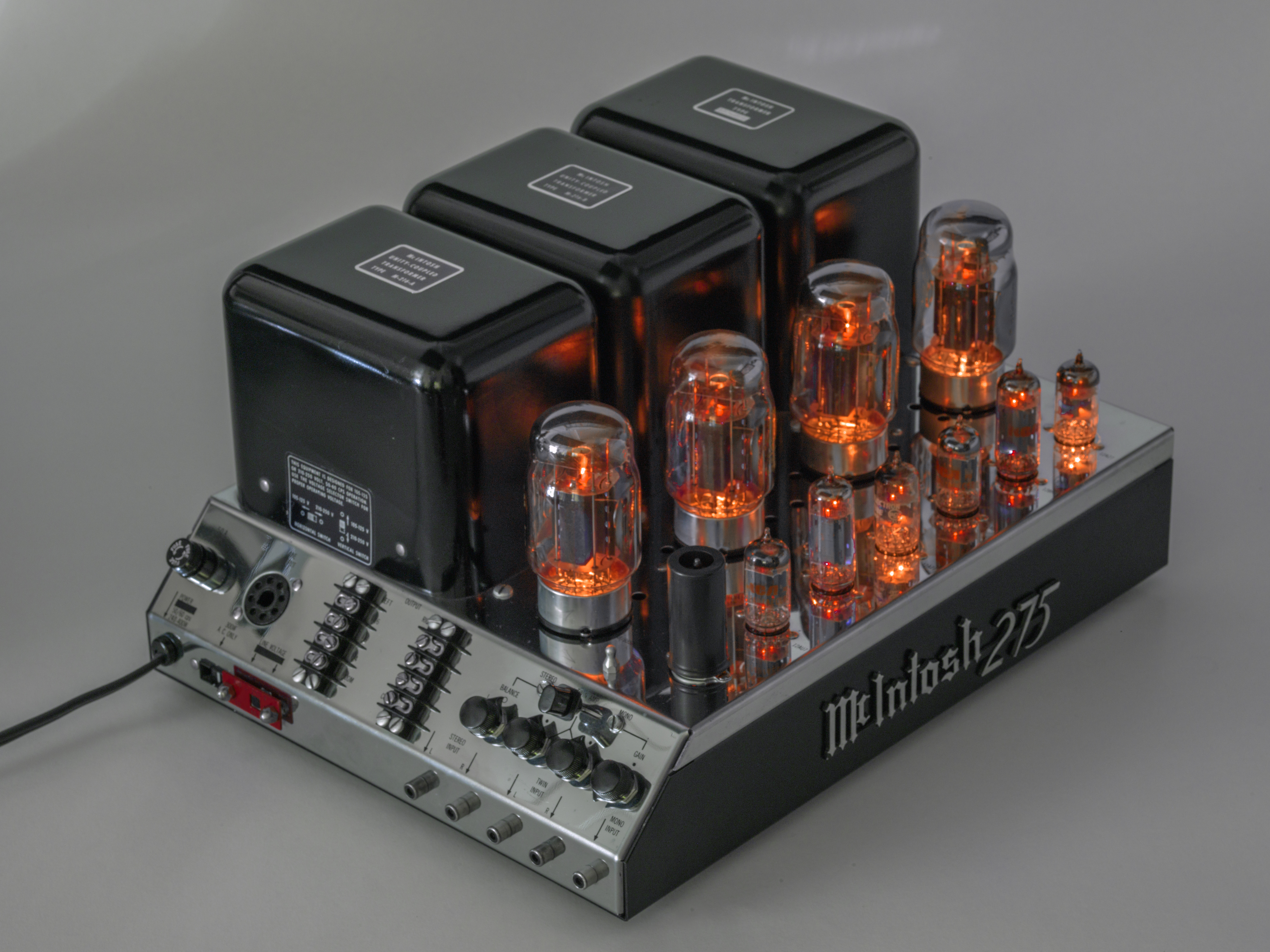
Amplificador MC275 - fabricado por McIntosh Laboratory en 1962.

La fidelidad de la reproducción de sonido puede evaluarse auditivamente o mediante mediciones del sistema de audio.
El sentido humano del oído es subjetivo y difícil de definir. La psicoacústica es una división de la acústica que estudia este campo.
Las mediciones pueden ser engañosas; cifras altas o bajas de ciertas características técnicas no ofrecen necesariamente una buena representación de cómo suena el equipo para cada persona. Por ejemplo, algunos amplificadores de válvulas producen mayores cantidades de distorsión armónica total, pero este tipo de distorsión (segundo armónico) no es tan molesto para el oído como las distorsiones de órdenes superiores producidas por equipos de transistores mal diseñados.
Otras medidas son la Respuesta en Frecuencia y la Relación Señal a Ruido.
La validez de ciertos productos a menudo se cuestiona. Estos incluyen accesorios como cables de altavoz que utilizan materiales exóticos (como cobre libre de oxígeno) y geometrías de construcción, soportes para cables para levantarlos del suelo (como forma de controlar las vibraciones inducidas mecánicamente), conectores, sprays y otros ajustes.